# Antieke tempel (Sanssouci)
De antieke tempel (Duits: Antikentempel) is een rond gebouw in het park van het Slot Sanssouci in Potsdam. De tempel ligt in het westelijke deel van het park dicht bij het Nieuwe Paleis. Frederik II liet het in 1768-1769 bouwen om zijn verzameling klassieke kunstvoorwerpen in onder te brengen. Het was net als de Bildergalerie opengesteld als museum.
Architect van de kleine tempel was Carl von Gontard. Hij ontwierp het gebouwtje als een pendant van de vriendschapstempel die zich aan de zuidzijde van de centrale laan van het park bevindt. Zijn sobere ontwerp bestaat uit een gesloten tholos omringd met tien zuilen van de Toscaanse orde. De tempel heeft een diameter van zestien meter met aan de achterzijde een vierkante aanbouw. Het koepelvormige dak wordt bekroond met een lantaarn waardoor via een oculus licht in de binnenruimte kan vallen. Binnen zijn de wanden van de rotunda bedekt met grijs marmer, het interieur van de aanbouw is betimmerd. De uitgebreide collectie (onder andere marmeren en bronzen beelden, keramiek, munten, gemmen en cameeën) werd tijdens het bewind van Frederik Willem III verplaatst naar verschillende Berlijnse musea. Sinds het bijzetten van keizerin Augusta Victoria op 19 april 1921 is het gebouw in gebruik als een mausoleum voor het Hohenzollerngeslacht. Sindsdien zijn vier andere leden van dit vorstenhuis hier bijgezet: Joachim van Pruisen, Wilhelm van Pruisen, Eitel Frederik van Pruisen en Hermine van Reuss.
Dit object is onderdeel van het ensemble paleizen en parken van Potsdam en Berlijn dat in 1990, 1992 en 1999 in drie fasen op de werelderfgoedlijst van de UNESCO is geplaatst. Andere items ervan zijn:
De Russische kolonie Alexandrowka · 
De Antieke Tempel · 
Het Slot Babelsberg · 
Het Babelsbergpark · 
De Belvédère op de Pfingstberg · 
 De Belvédère van Sanssouci · 
De Bildergalerie · 
Slot Cecilienhof · 
Slot Charlottenhof · 
Het Chinese theehuis · 
 Het Drakenhuis · 
Het Glienickepark · 
Het Jachtslot Glienicke · 
Het Slot Glienicke · 
 Het keizerlijk station van Potsdam · 
Het Marmerpaleis · 
De Neptunusgrotte · 
Het Nieuwe paleis · 
De Nieuwe Tuin · 
De Nieuwe Vertrekken · 
De blokhut Nikolskoë · 
Het Oranjerieslot · 
Het Pauweneiland · 
De Sint-Petrus-en-Pauluskerk van Nikolskoë · 
De Pomonatempel · 
De Romeinse baden · 
Slot Sanssouci · 
Slot Sacrow · 
 De Verlosserkerk van Sacrow · 
De Vredeskerk · 
De vriendschapstempel